# Vuelta al Táchira 2010
Die 45. Vuelta al Táchira fand vom 13. bis zum 24. Januar 2010 in Venezuela statt. Das Straßenradrennen wurde in zwölf Etappen über eine Distanz von 1490 Kilometern ausgetragen. Es gehörte zur UCI America Tour 2010 und war dort in die Kategorie 2.2 eingestuft.
Gesamtsieger des Etappenrennens wurde der Einheimische José Rujano von Gobernación del Zulia mit nur drei Sekunden Vorsprung vor seinem venezolanischen Landsmann José Alarcon (Sumiglov Gobierno Mérida Santa Cruz Mora), der sich zugleich die Siege in der Punktewertung und der Kombinationswertung sicherte. Das Podium wurde komplettiert von Noel Vásquez (Lotería Del Táchira). Für Rujano, der auch die Bergwertung für sich entschied, war es bereits der dritte Gewinn der Vuelta al Táchira innerhalb seiner Karriere. In der Sprintwertung konnte Artur García das Klassement als Erster abschließen.

## Teilnehmer
Am Start standen Teams aus Kolumbien, Guatemala, Mexiko, Italien und Venezuela, darunter eine Nationalmannschaft. Insgesamt nahmen neunzehn Teams teil.
| Loteria Del Táchira GS Mastromarco Sensi Mapooro Hussein Sport Gobierno De Carabobo Trasporte Eliang Plastipack | Gobernación del Zulia Arenas Tlaxcala Mexico Sumiglov Gobierno Mérida Santa Cruz Mora | Alcaldia De San Cristobal Iandere Trecolli Bono URB Sierra Nevada y Villa Paola Alcaldia Libertad                                      |
| Hussein Sport Gobierno Barinas Boyaca Orgullo de América Kino Táchira                                           | Alcaldia de Maracaibo Lotería de Boyaca Club Ciclisto El Piñal Fernandez              | Guatemala Nationalmannschaft Alcaldia Independencia Sport Táchira Gobernación Gobernación Socialista Trujillo Fundación Nelson Cabrera |

## Etappen
| Etappe | Tag        | Start–Ziel                            | km    | Typ                 | Etappensieger        | Gesamtführender |
| ------ | ---------- | ------------------------------------- | ----- | ------------------- | -------------------- | --------------- |
| 1.     | 13. Januar | Mannschaftszeitfahren San Cristóbal   | 14,2  | Zeitfahren          | Gobierno de Carabobo | José Chacón     |
| 2.     | 14. Januar | Táriba – Santa Bárbara de Barinas     | 162,9 | Flachetappe         | Miguel Ubeto         | Miguel Ubeto    |
| 3.     | 15. Januar | Abejales – Guasdualito                | 162,3 | Flachetappe         | Gil Cordovés         | Miguel Ubeto    |
| 4.     | 16. Januar | El Cantón – Cordero                   | 151,1 | Bergetappe          | José Alarcon         | Miguel Ubeto    |
| 5.     | 17. Januar | Palmira – Coloncito                   | 124,1 | Hügeletappe         | Miguel Ubeto         | Miguel Ubeto    |
| 6.     | 18. Januar | Umuquena – La Grita                   | 109,5 | Bergetappe          | Jonathan Camargo     | José Contreras  |
| 7.     | 20. Januar | Seboruco – Colón                      | 158,2 | Mittelgebirgsetappe | Jonathan Monsalve    | José Contreras  |
| 8.     | 19. Januar | Bergzeitfahren Rubio – Bramón-Concafe | 17,1  | Zeitfahren          | José Rujano          | José Rujano     |
| 9.     | 21. Januar | San Josecito – Pregonero              | 171,7 | Mittelgebirgsetappe | José Alarcon         | José Rujano     |
| 10.    | 22. Januar | Pregonero – Santa Ana de Coro         | 186,9 | Mittelgebirgsetappe | John Navas           | José Rujano     |
| 11.    | 23. Januar | San Antonio – Cerro del Cristo Rey    | 116,5 | Bergetappe          | Jimmi Briceño        | José Rujano     |
| 12.    | 24. Januar | Rundkurs San Cristóbal                | 115,2 | Hügeletappe         | José Alarcon         | José Rujano     |